# Pierre Camani
Pierre Camani, né le 19 février 1952 à Saint-Léger (Lot-et-Garonne), de parents immigrés italiens exploitants agricoles, est un homme politique français, sénateur de Lot-et-Garonne de 2011 à 2017 et président du conseil départemental de Lot-et-Garonne de 2008 à 2019.

## Biographie
Pierre Camani obtient son baccalauréat au lycée d’Aiguillon. Étudiant à Bordeaux, il obtient une licence d’histoire, une maîtrise en sciences de l’information et de la communication, et un diplôme de Sciences Po Bordeaux. Parallèlement à ces études, il est maître d’internat. En 1978, il est reçu au concours de l’Institut régional d’administration de Nantes. À sa sortie d’école il choisit l’administration déconcentrée et est affecté à la préfecture des Hauts-de–Seine.
En 1982, il est secrétaire général à la sous-préfecture de Marmande. En 1990, il est directeur de cabinet de Gérard Gouzes à la mairie de Marmande, puis directeur général des services de la mairie. Un an plus tard il est directeur général de la Communauté de communes du Pays Marmandais qui deviendra plus tard Val-de-Garonne agglomération.
En 2004, il est chargé de mission au Plan prospective et évaluation du Conseil régional d'Aquitaine présidé par Alain Rousset.
Élu conseiller général du canton de Seyches en 2001, il a été réélu en 2008, puis élu président à la faveur du basculement à gauche de la majorité départementale,. De 2001 à 2008, il est Maire de Puymiclan (47350).  
Élu Sénateur en 2011, il est de nouveau réélu sur le nouveau canton des Coteaux de Guyenne lors du renouvellement du Conseil départemental en 2015.
En février 2017, constatant la mauvaise situation financière du département, il affirme que l'exercice budgétaire est impossible et annonce refuser de payer cinq versements pour le Revenu de solidarité active (RSA) correspondant à une vingtaine de millions d’euros. En mai, la Chambre régionale des comptes est saisie pour se pencher sur la situation budgétaire du département. En juin, la Chambre régionale des comptes préconise une hausse d'au moins 20 % de la part départementale de la taxe foncière et plus de 5 millions d’économie.

## Mandats
Sénateur
- 1er octobre 2011 - 1er octobre 2017 : Sénateur de Lot-et-Garonne. En 2017, il ne se représente pas en raison de la loi sur le non-cumul des mandats.

Conseiller général puis Conseiller départemental
- 18 mars 2001 - 22 mars 2015 : membre du conseil général de Lot-et-Garonne, élu dans le canton de Seyches
- 20 mars 2008 - 1er mai 2019 : président du conseil général de Lot-et-Garonne, devenu conseil départemental
- depuis le 2 avril 2015 : membre du conseil départemental de Lot-et-Garonne, élu dans le canton des Coteaux de Guyenne (regroupant les anciens cantons de Duras, de Seyches et 4 communes supplémentaire). Sa binôme est le Docteur Caroline Haure-Trochon. Leurs remplaçants sont J.Marc Desveaux et Dany Blanc.

Conseiller municipal / Maire
- 25 juin 1995 - 18 mars 2001 : conseiller municipal de Puymiclan
- 18 mars 2001 - 16 mars 2008 : maire de Puymiclan
- 20 mars 2008 : adjoint au maire de Puymiclan
- depuis mars 2014 : conseiller municipal de Puymiclan

Autres fonctions
- Président du syndicat départemental Lot et Garonne numérique

Mandat intercommunal
- 18 mars 2001 : Président de la communauté de communes des Pays du Trec et de la Gupie
- À la suite de la fusion de la CC des Pays du Trec et de la Gupie avec la Communauté Val de Garonne, il devient 1er vice Président de Val de Garonne agglomération, président de la commission des Finances, poste qu'il occupe jusqu'en mars 2014.